# Elissa Steamer
Elissa Steamer (Fort Myers, Florida, 31 de julio de 1975) es una practicante del skateboarding. Empezó a patinar a los 12 años y es patinadora profesional desde abril de 1998.
Como principal influencia tiene a Sean Sheffey, Guy Mariano, Matt Hensley, Frankie Hill, entre otros.
Su primer skate gratuito se lo dio Barker Barrett. Después de esto Lance Mountain le dio tablas gratis por un tiempo. Pero el primer patrocinador real fue Toy Machine; hoy en día tiene como patrocinadores a Zero, Nike, Thunder, TSA clothing,Etnies y Landspeed Wheels.
Ella ha aparecido en los siguientes videojuegos:
- Tony Hawk's Pro Skater 1, 2, 3, 4 y Underground